# Foa (Tonga)
Foa  es un distrito de la división administrativa de Ha'apai, en Tonga. Su capital es Lotofoa. Tiene una población de 1.367 habitantes en 2021. 

## Asentamientos
- Faleloa
- Fangale'ounga
- Fotua
- Lotofoa